# John Best (Bischof)
John Best († 22. Mai 1570) war Bischof von Carlisle.
Best stammte aus Halifax und besuchte von 1538 bis 1539 das King Henry VII's College. 1550 heiratete er Elizabeth Somner. 1553 wurde er Kanoniker in Wells und 1559 wurde er zum Rektor von Romaldkirk. Am 2. März 1561 wurde er zum Bischof von Carlisle ernannt. Sein Vorgänger im Amt hatte die Krönung von Elisabeth I. trotz ihres protestantischen Glauben im römisch-katholischen Ritus durchgeführt.